# Czarne Wielkie
Czarne Wielkie (niem. Groß Schwarzsee) – wieś sołecka w Polsce położona w województwie zachodniopomorskim, w powiecie drawskim, w gminie Czaplinek. 
Wieś królewska Swartęzel starostwa drahimskiego, pod koniec XVI wieku leżała w powiecie wałeckim województwa poznańskiego. W latach 1975–1998 miejscowość administracyjnie należała do województwa koszalińskiego. W roku 2007 wieś liczyła 268 mieszkańców.

## Geografia
Wieś leży ok. 10 km na północny wschód od Czaplinka, nad jeziorem Kołbackim Południowym.

## Zabytki i atrakcje turystyczne
- kościół filialny pw. Najświętszego Serca Pana Jezusa neoromański z 1911 r.; rzymskokatolicki należący do parafii pw. św. Stanisława w Sikorach, dekanatu Barwice, diecezji koszalińsko-kołobrzeskiej, metropolii szczecińsko-kamieńskiej.
- zalesione wzgórze Kukówka - 207 m n.p.m. najwyższy punkt ziemi czaplineckiej, znajduje się ok. 1 km na południe od wsi[5].
- Ścieżka Przyrodnicza Kukówka przebiega przez wieś[6]. Obejmuje ona 5 przystanków: cmentarze, rośliny, wzgórze Kukówka, neoromański kościół oraz Jezioro Kolbackie (Kołbackie). W pobliżu ostatniego przystanku zlokalizowano miejsce na ognisko, wraz z zadaszonymi ławkami.

## Turystyka
W Czarnym Wielkim znajduje się gospodarstwo agroturystyczne.